# Olevano sul Tusciano
Olevano sul Tusciano is een gemeente in de Italiaanse provincie Salerno (regio Campanië) en telt 6748 inwoners (31-12-2019). De oppervlakte bedraagt 26,5 km², de bevolkingsdichtheid is 246 inwoners per km².
De volgende frazioni maken deel uit van de gemeente: Ariano (hoofdplaats), Monticelli en Salitto.

## Demografie
Olevano sul Tusciano telt ongeveer 2170 huishoudens. Het aantal inwoners steeg in de periode 1991-2001 met 2,9% volgens cijfers uit de tienjaarlijkse volkstellingen van ISTAT.
| Jaar | Inwoneraantal |
| ---- | ------------- |
| 1991 | 6216          |
| 2001 | 6399          |

## Geografie
De gemeente ligt op ongeveer 220 meter boven zeeniveau.
Olevano sul Tusciano grenst aan de volgende gemeenten: Acerno, Battipaglia, Campagna, Eboli en Montecorvino Rovella.

## Galerij

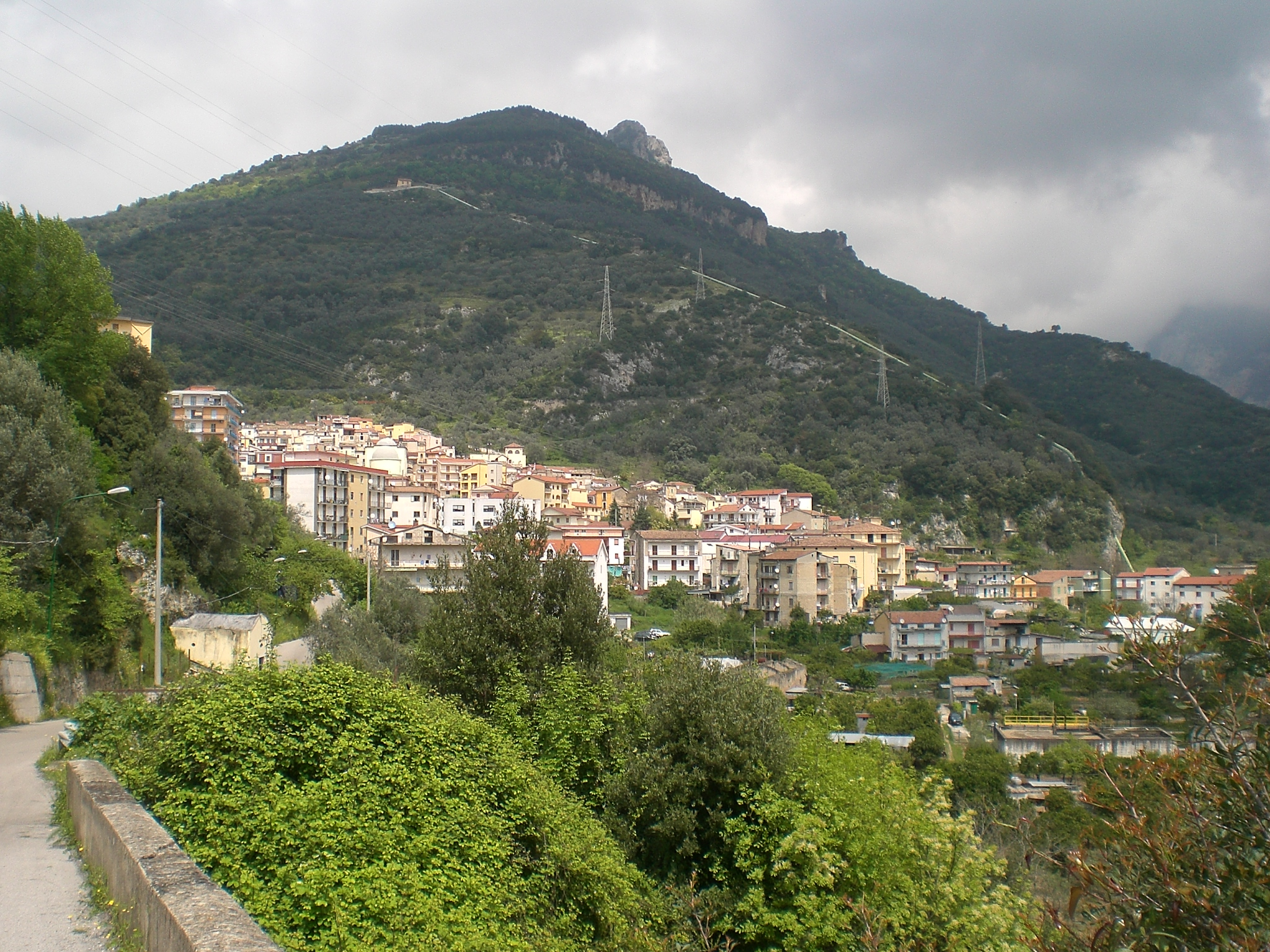
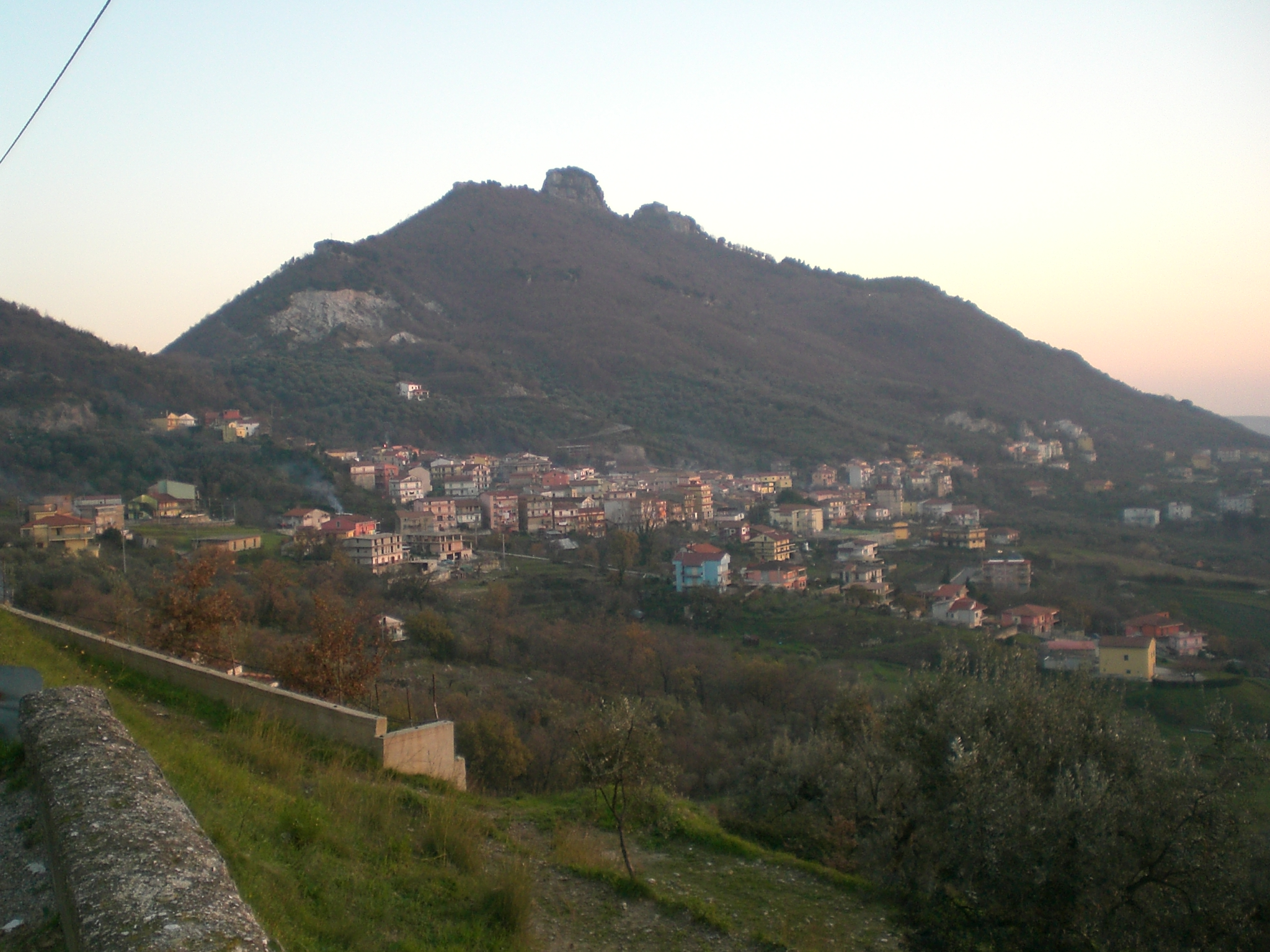
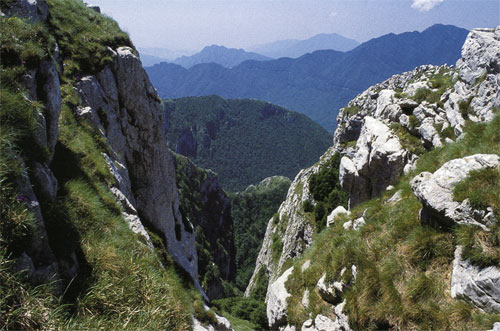
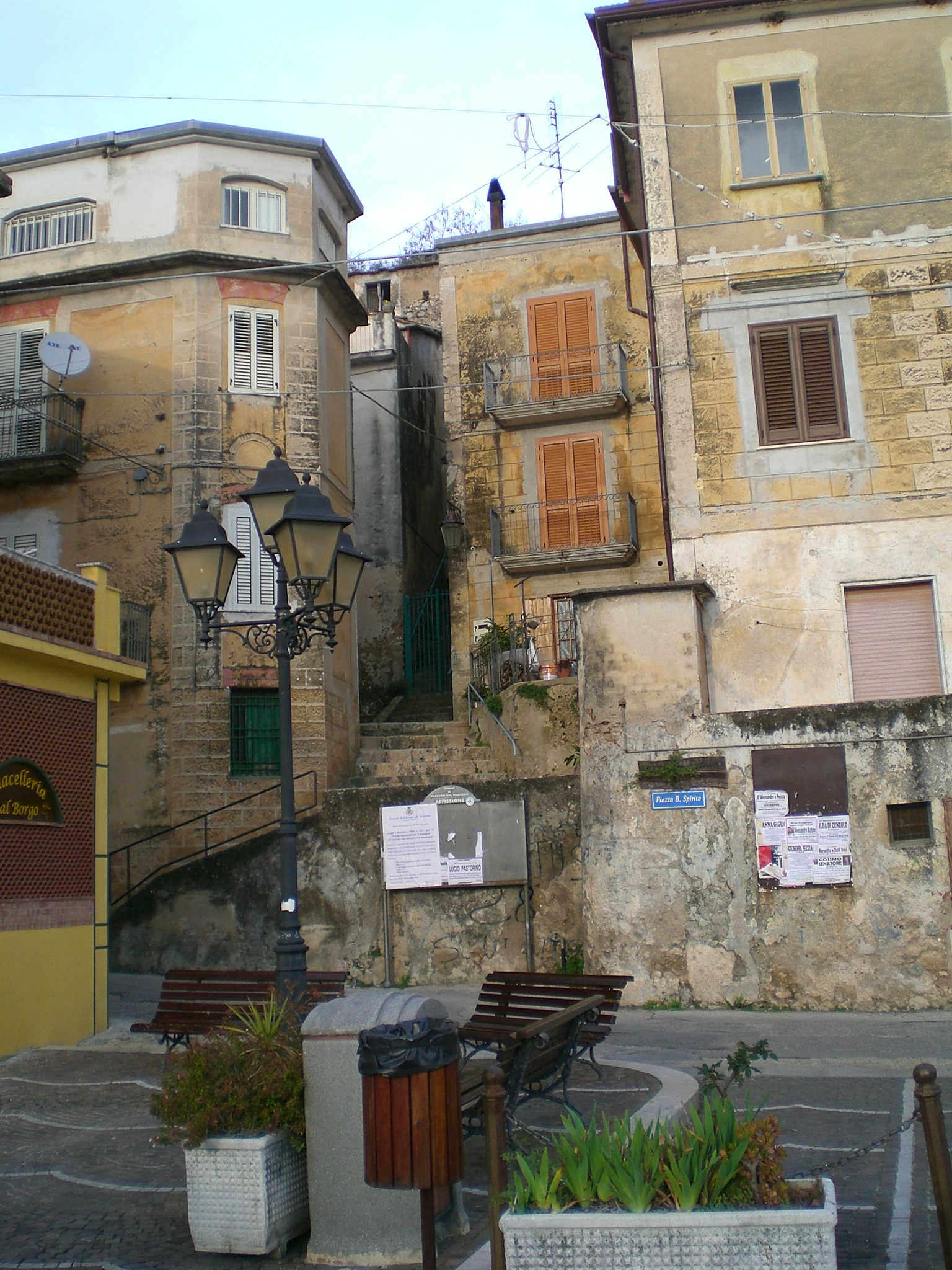